# Ибрагимов, Назим Садыхович
Назим Садыхович Ибрагимов — советский хозяйственный, государственный и политический деятель.

## Биография
Родился в 1935 году в Баку. Член КПСС с 1961 года.
С 1957 года — на хозяйственной, общественной и политической работе. В 1957—2006 гг. — техник-оператор, геолог, старший геолог, начальник геологических партий, старший геолог Управления Совета Министров Азербайджанской ССР по геологии, секретарь, первый секретарь Октябрьского РК КП Азербайджана города Баку, председатель Комитета по печати и книжной торговле Азербайджанской ССР, главный редактор Азербайджанской государственной энциклопедии, генеральный директор издательства «Азербайджан», ответственный секретарь Союза писателей Азербайджана.
Избирался депутатом Верховного Совета Азербайджанской ССР 9-12-го созывов.
Умер в Баку в 2019 году.